# Jacamar oreillard
Galbalcyrhynchus leucotis
Espèce
Statut de conservation UICN

 LC  : Préoccupation mineure
Le Jacamar oreillard (Galbalcyrhynchus leucotis) est une espèce d'oiseaux de la famille des galbulidés (ou Galbulidae).